# DKP og DKU i Aalborg 1938
DKP og DKU i Aalborg 1938 er en dansk dokumentarisk optagelse fra 1938. Filmen er en reportage fra et nordisk kommunistisk ungdomsstævne afholdt i Aalborg, hvorunder der bl.a. blev holdt taler af medlemmer af Danmarks Kommunistiske Parti og Danmarks Kommunistiske Ungdom og de nordiske kommunistpartier og disses ungdomsorganisationer. 

## Handling
Nordisk Ungdomsstævne i Aalborg 6.-7. august 1938, arrangeret af de kommunistiske ungdomsforbund i Danmark, Norge og Sverige. Deltagerne samles i lejren, hvor der er sang og taler. Ib Nørlund, sekretær i Danmarks Kommunistiske Ungdom, oversætter tale. En interesseret tilhører, Arbejderbladets chefredaktør Martin Nielsen. Folketingsmand Alfred Jensen. Formanden for Norges kommunistiske parti, Adam Egede-Nissen, taler. Afslutningsfest i Ålborghallen med taler og underholdning. Aksel Larsen og andre taler. Røde faner føres ind. 
Tilbage ved lejren: De unge tager en badetur i Limfjorden. Udflugt med tog til Nibe. Søndag morgen: Dagen begynder med sportsarrangementer (udendørs håndbold, volleyball, fodbold). Demonstration og optog gennem Aalborg med forskellige slogans og plakater, samt agitation for Spanien. Formand for Danmarks Kommunistiske Ungdom, Alvilda Larsen, byder velkommen. Norsk og svensk taler på podiet. Andersen Nexø på talerstolen.

## Medvirkende
- Ib Nørlund
- Aksel Larsen
- Alvilda Larsen
- Martin Andersen Nexø